# Tirade
Eine Tirade ist eine eher abwertende Bezeichnung für einen Wortschwall oder einen geschwätzigen Worterguss. Der Ausdruck bezeichnet eine lange Rede, die nichts Wichtiges enthält, sowie eine Rede oder einen Artikel mit aggressivem Inhalt. So wird langatmiges, schwer unterbrechbares Schimpfen auch als „Schimpftirade“ oder „-kanonade“ bezeichnet. Ist der Wortschwall unsachlich und von Hass diktiert, nennt man dies auch Hasstirade.
In einer weiteren Wortbedeutung bezeichnet Tirade in der Musik eine Strophenform, in der schnell aufeinander folgende Töne in einem Lauf gespielt werden.

## Etymologie
Der Begriff ist eine Ableitung des französischen Wortes tirage für „Ziehung, Zug, Strecke“.